# Pfahlbaumuseum Fiavé
Das Pfahlbaumuseum Fiavé (italienisch Museo delle Palafitte di Fiavé) ist ein archäologisches Museum in Fiavé im Trentino, Italien. Es wird vom Amt für Archäologie der Soprintendenza für Kulturgüter der Autonomen Provinz Trient verwaltet.

## Geschichte
Erste Pläne zur musealen Aufarbeitung der Pfahlbauten von Fiavé gehen auf das Jahr 1988 zurück. Nachdem der im Torfmoor Palù südsüdwestlich von Fiavè gelegene prähistorische Siedlungsplatz von 1969 bis 1974 unter der Leitung von Renato Perini systematisch ausgegraben wurde, wurden die Fundstücke nach ihrer Konservierung im Naturkundemuseum in Trient und in der Burg von Stenico in einer Sonderausstellung ausgestellt. Zu Beginn der 2000er Jahre wurden die Pläne für die Einrichtung eines Museums konkret.
Als Standort wurde ein imposanter Bau in Fiavé ausgewählt, der seit 1998 im Besitz der Gemeinde und dessen Restaurierung 2004 abgeschlossen war. Bei dem Gebäude aus dem 16. bzw. 17. Jahrhundert, im Volksmund auch als Kloster bezeichnet, handelt es sich wahrscheinlich um das Wirtschaftsgebäude des nahegelegenen Palazzo Levi. Es wird deshalb auch als Casa Levi bezeichnet. Aufgrund der Architektonik lässt sich nicht ausschließen, dass der mehrstöckige Bau ursprünglich als Herrenhaus errichtet wurde, bevor er dann als Wirtschaftsgebäude umfunktioniert wurde.
Am 12. April 2012 fand die offizielle Eröffnung das Pfahlbaumuseums in Fiavé statt. Zum zehnjährigen Bestehen des Museum wurde es 2022 Renato Perini gewidmet.
Das von der Provinz Trient finanzierte Museumsprojekt ist Teil des Netzwerkes der archäologischen Museen des Trentino, dem beispielsweise auch das Rätische Museum in Sanzeno im Nonstal angehört.

## Dauerausstellung
Das Pfahlbaumuseum Fiavé gibt Zeugnis von einer der ältesten Agrargesellschaften in Europa. Dargestellt wird der bäuerliche Alltag der Menschen in den sieben Siedlungsphasen von Fiavé. Schwerpunkte bilden dabei die unterschiedlichen Bautechniken, das Handwerk sowie die von den Bewohnern betriebene Tierhaltung und Landwirtschaft.
Der Ausstellungsbereich des Museums umfasst insgesamt 14 Ausstellungssäle und erstreckt sich auf das erste und zweite Obergeschoss. Für Gehbehinderte steht ein Aufzug zur Verfügung. Im Erdgeschoss finden sich neben der Kasse mit Bookshop auch einige Räume für didaktische Zwecke. In den ersten beiden Ausstellungsräumen des ersten Obergeschosses stehen naturalistische Aspekte im Vordergrund. Eingegangen wird auf die Geschichte des Lago di Fiavé, seine Verlandung zu einem Torfmoor und der ab der Mitte des 19. Jahrhunderts betriebene Torfstich. Daneben bildet das NATURA 2000 Schutzgebiet Fiavé mit seiner Flora und Fauna einen weiteren Schwerpunkt zu Beginn des Ausstellungsrundganges.
In weiterer Folge befasst man sich in den nachfolgenden Räumen des ersten Obergeschosses mit den Grabungen, der Analyse der Fundstücke und ihrer Konservierung. Es werden die Grundlagen der Archäologie als multidisziplinäre Wissenschaft dargestellt. Eingegangen wird insbesondere auf die Bedeutung von Horizonten sowie auf Archäobotanik und auf Archäozoologie, die in der Auswertung des Siedlungsplatzes Fiavé eine besondere Bedeutung einnehmen. Gezeigt werden die verschiedenen Grabungszonen im Torfmoor und die damit verbundenen Siedlungsphasen vom kupfersteinzeitlichen Fiavé 1 bis zu Fiavé 7 aus der späten Bronzezeit. Daneben wird noch auf die wichtigsten Materialien der Manufakte wie Holz, Keramik, Stein, Knochen, Horn und Metalle sowie ihre Verarbeitung eingegangen.
Im zweiten Obergeschoss konzentriert man sich auf die wissenschaftliche Auswertung der Fundorte und Fundstücke. Die komplexe Realisierung der bis zu 5000 m² großen und bis zu 100 Bewohner umfassenden Siedlungen basierte auf Arbeitsteilung. Erläutert werden die verschiedenen Bauphasen der Siedlungen sowie die Tätigkeiten ihrer Bewohner, die sich anhand der Fundstücke rekonstruieren lassen. Gezeigt wird beispielsweise die saisonabhängige Bearbeitung und Bestellung der Böden. Und wie man versuchte mit dem Anbau verschiedener Getreidearten wie Gerste, Einkorn, Emmer und Dinkel und der damit verbundenen Ausdifferenzierung des Anbaus durch die Biodiversität den Ertrag trotz saisonaler Klimaschwankungen sicherzustellen. Des Weiteren werden Themen wie Jagd, Tierhaltung, Ernährung, die Aufbewahrung und Konservierung von Lebensmitteln sowie die Herstellung von Stoffen, Schmuck, Werkzeugen etc. anhand von Fundstücken, kurzen Videoeinspielungen und Plastiken abgehandelt. Ein Großteil der Ausstellungsstücke besteht aus Holz. Mit über 300 Holzartefakten besitzt das Pfahlbaumuseum Fiavé eine der bedeutendsten vorgeschichtlichen Sammlungen aus diesem Material in Europa.  Der Rundgang ist im zweiten Obergeschoss so aufgebaut, dass der Besucher in den vorgeschichtlichen Alltag einzutauchen scheint.

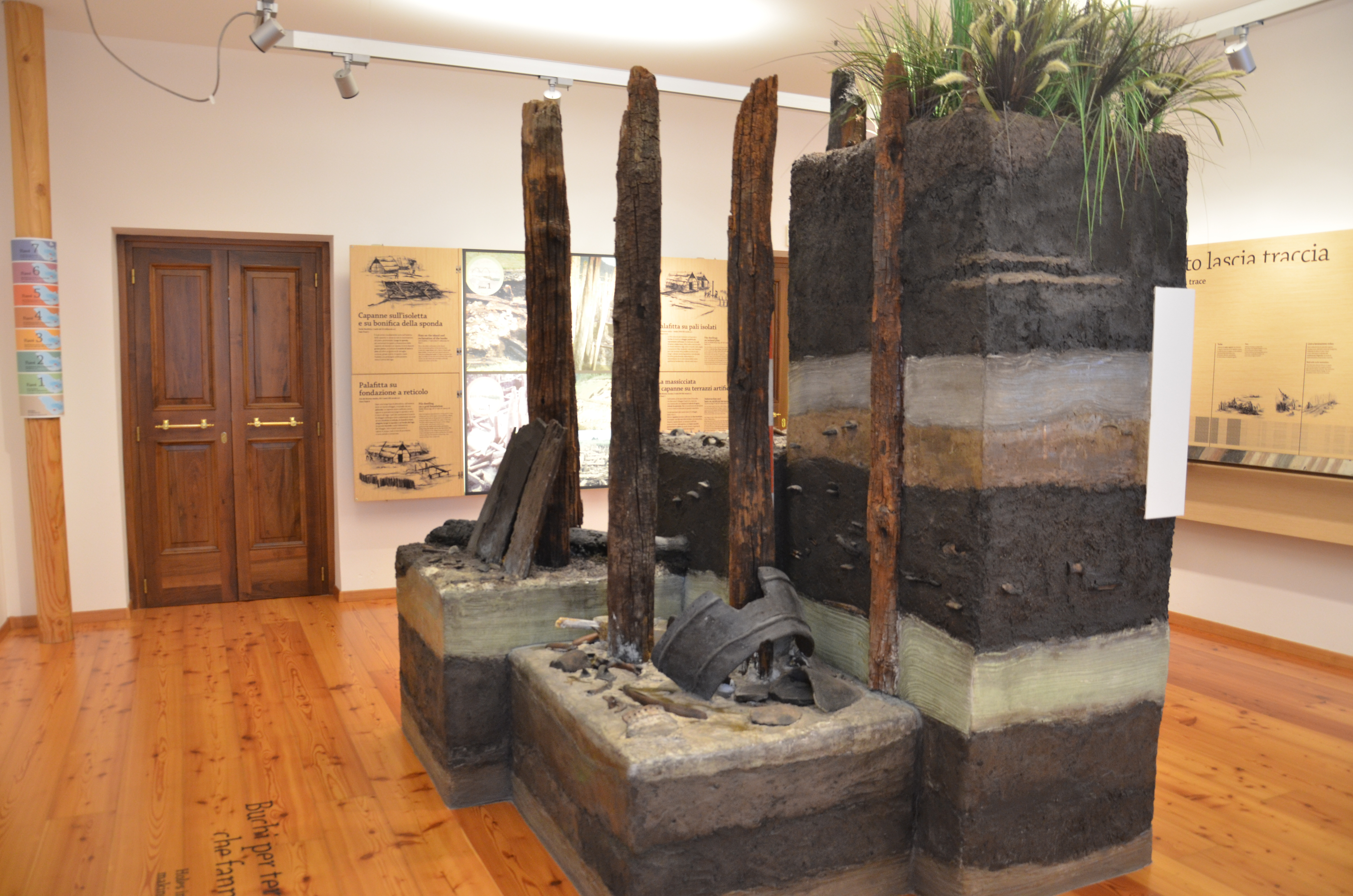
Rekonstruktion der Horizonte von Fiavé
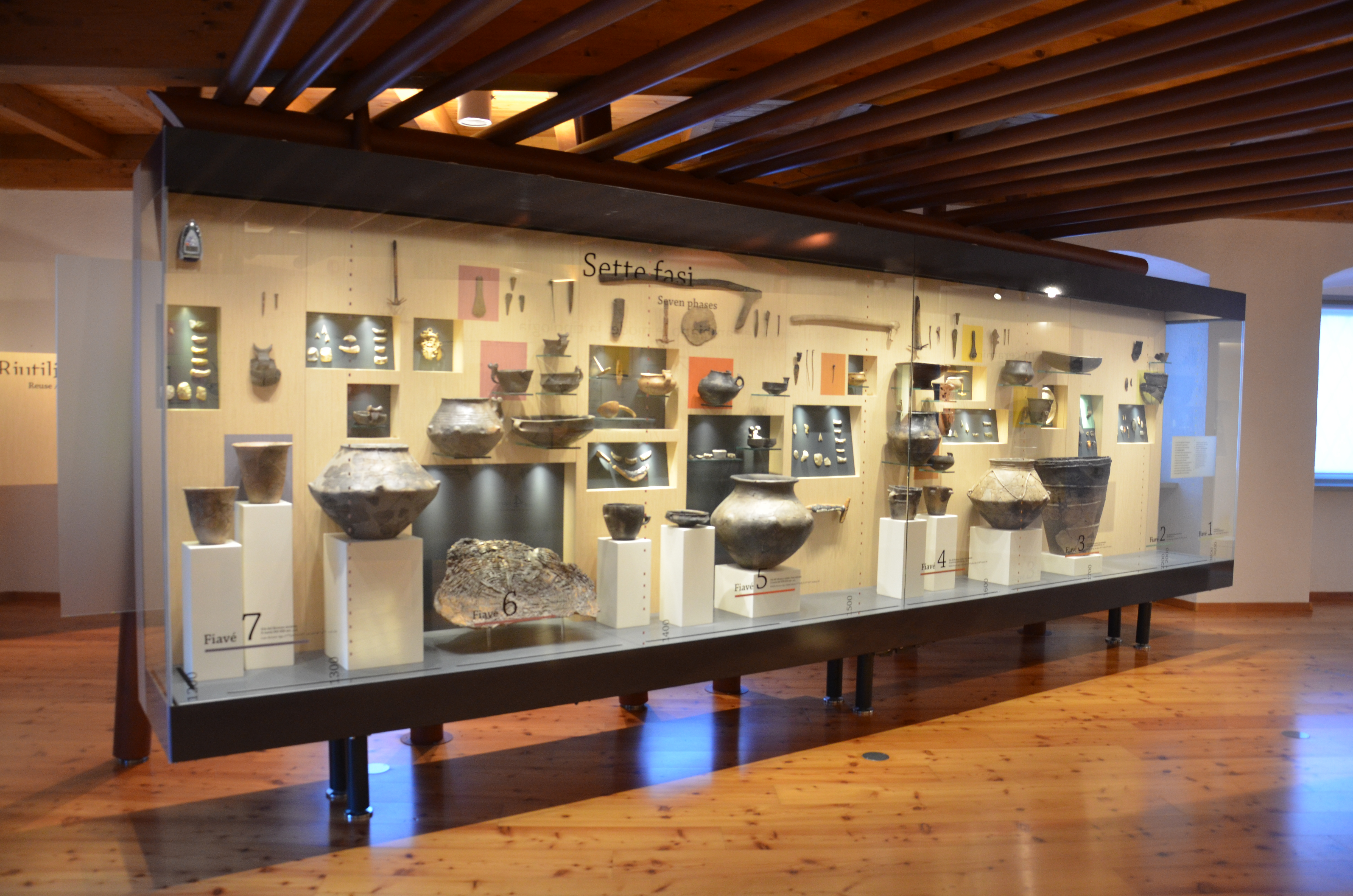
Vetrine mit Fundstücken der sieben Siedlungsphasen
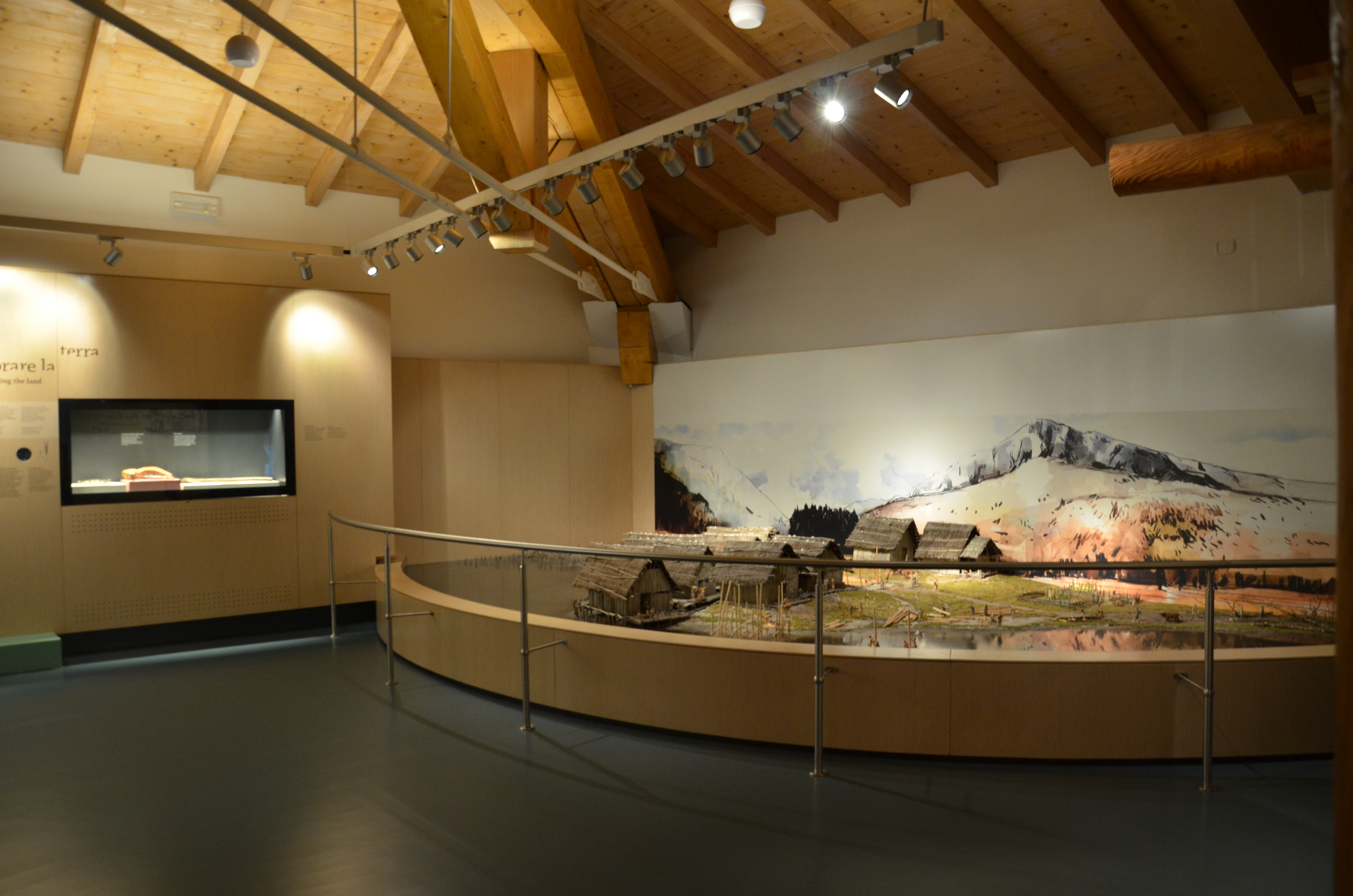
Modellplastik der Pfahlbausiedlung
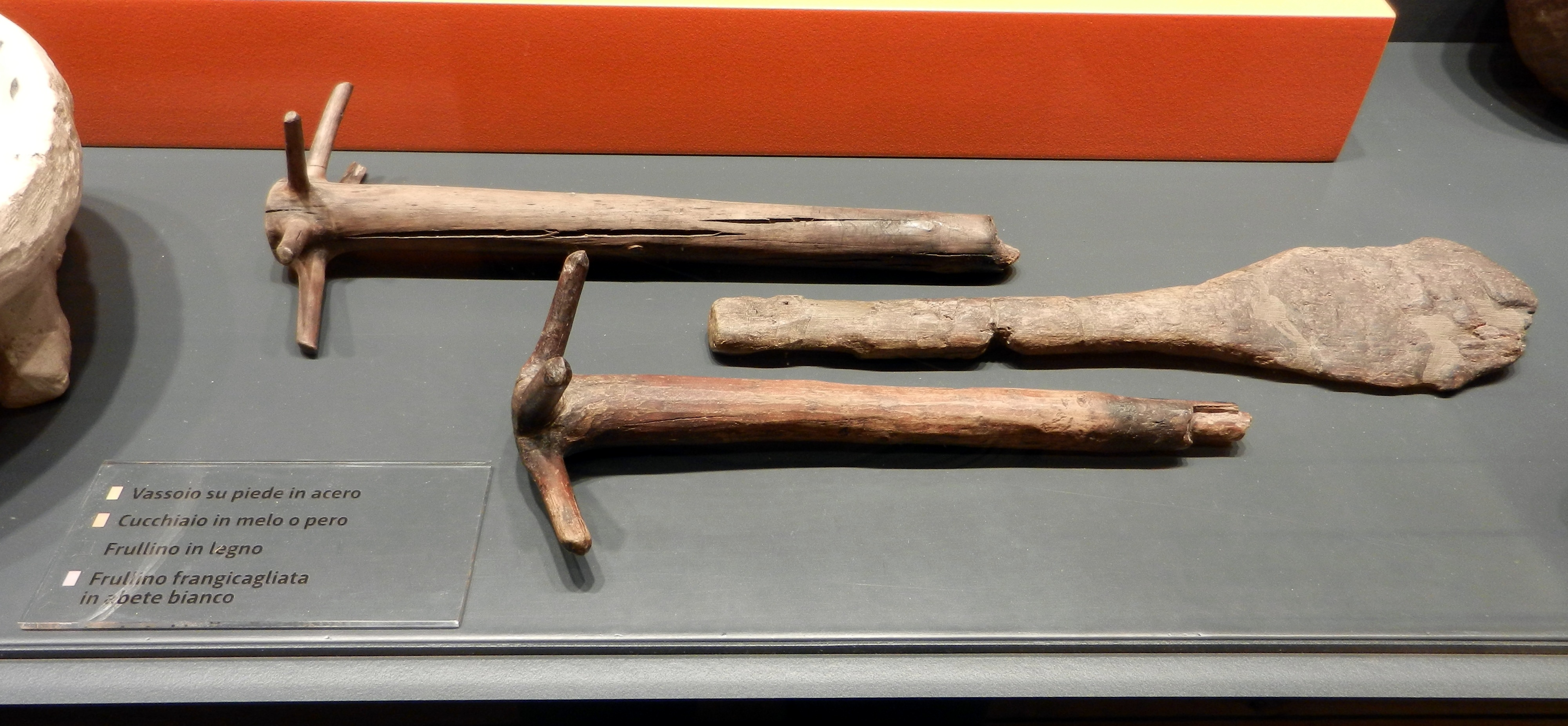
Küchenutensilien aus Holz
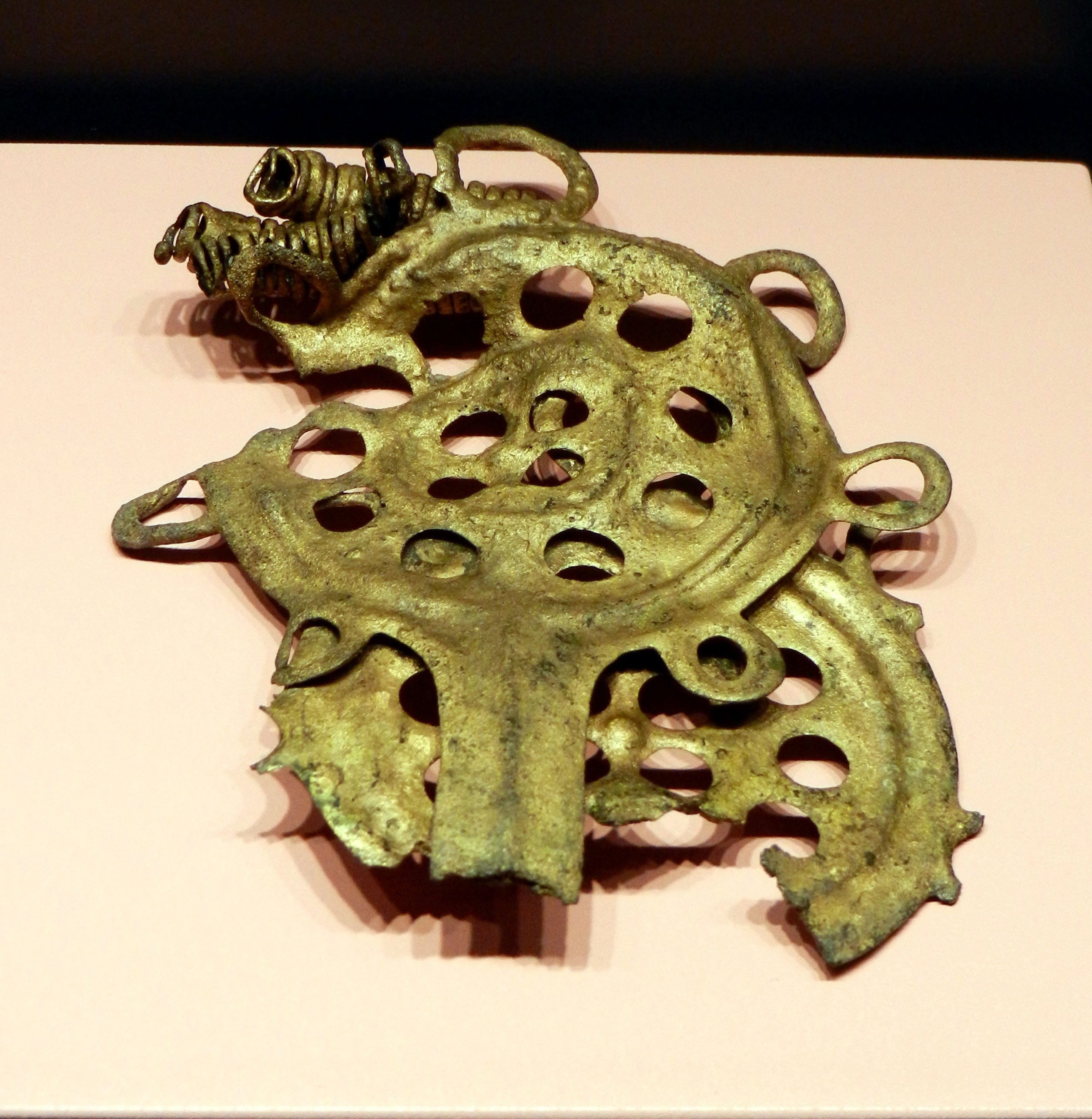
Scheibenkopfnadeln aus Bronze

## Freilichtbereich
2021 wurde am Rande der Grabungszonen und des Naturschutzgebietes im Torfmoor von Fiavé der Freilichtbereich Parco Archeo Natura a Fiavé eröffnet. Auf dem 12.000 m² großen zum Teil von Wasser umgebenen Areal befinden sich mehrere Nachbauten von Pfahlhäusern, einige davon wurden in Originalgröße nachgebaut. Informationstafeln und multimediale Installationen illustrieren das Leben der Pfahlbaubewohner vor 3500 Jahren.  In den Sommermonaten werden zusätzlich didaktische Schauvorführungen für Kinder angeboten, die den Alltag der frühgeschichtlichen Bewohner rekonstruieren.